# السلالة الثيودوسيوسية
السلالة الثيودوسيوسية كانت عائلة إمبراطورية رومانية أنجبت خمسة أباطرة رومانيين خلال العصور القديمة المتأخرة، وحكموا الإمبراطورية الرومانية من عام 379 حتى عام 457. وكان بطريرك الأسرة هو ثيودوسيوس الأكبر، الذي أصبح ابنه ثيودوسيوس الكبير إمبراطورًا رومانيًا في عام 379. وتوج ابناه بلقب الإمبراطور، بينما تزوجت ابنته قسطنطينيوس الثالث، وأنجبت ابنة أصبحت إمبراطورة وابنًا أصبح أيضًا إمبراطورًا. تزوج أفراد سلالة ثيودوسيوس بأفراد من السلالة الفالنتينيانية الحاكمة (حكمت 364-455) وتزامن حكمهم معها، وخلفتهم سلالة ليونيد (حكمت 457-518) بتتويج ليو الكبير.

## التاريخ
كان الأب المؤسس لها فلافيوس ثيودوسيوس (غالبًا ما يشار إليه باسم الكونت ثيودوسيوس)، وهو قائد عظيم أنقذ بريطانيا الرومانية من المؤامرة الكبرى. أصبح ابنه، فلافيوس ثيودوسيوس، إمبراطورًا للإمبراطورية الرومانية الشرقية عام 379، وأعاد توحيد الإمبراطورية الرومانية لفترة وجيزة 394-395 بهزيمته للمغتصب أوجينيوس. وخلف ثيودوسيوس الأول ابناه هونوريوس في الغرب وآركاديوس في الشرق. كانت أسرة ثيودوسيوس مرتبطة بالسلالة الفالنتينيانية عن طريق الزواج، منذ أن تزوج ثيودوسيوس الأول من غالا، ابنة فالنتينيان الأول. وابنتهما هي غالا بلاسيديا. كان آخر إمبراطور في الغرب ينتمي إلى سلالة فالنتينيان الثالث ابن غالا بلاسيديا. وكان ثيودوسيوس الثاني، ابن آركاديوس، آخر إمبراطور للسلالة في الشرق. وفي وقت لاحق، في كل من الشرق والغرب، استمرت السلالة لفترة وجيزة، ولكن فقط من خلال الزيجات: أصبح مارقيان إمبراطورًا بالزواج ببلخريا، الأخت الكبرى لثيودوسيوس الثاني، بعد وفاة الأخير، تزوج بيترونيوس ماكسيموس بليسينيا يودوكسيا، التي كانت ابنة ثيودوسيوس الثاني، وتزوج أليبريوس ببلاسيديا، ابنة فالنتينيان الثالث. ويُحسب أنثيميوس أحيانًا أيضًا ضمن السلالة الحاكمة لأنه أصبح صهرًا لمارقيان. واستمر أحفاد السلالة في أن يكونوا جزءًا من نبلاء الرومان الشرقيين في القسطنطينية حتى نهاية القرن السادس.
وفقًا لبوليميوس سيلفيوس، وُلد ثيودوسيوس الكبير في 11 يناير عام 347 أو 346. ويحدد كتاب إبيتوم دي تشاساريبوس مسقط رأسه في كاوكا (كوكا، سيغوفيا) في هيسبانيا. وكان لدى ثيودوسيوس أخ اسمه هونوريوس، وأخت أشير إليها في كتاب أويليوس فيكتور دي تشاساريبوس لكن اسمها غير معروف، وابنة أخ تدعى سيرينا.
في عام 366، هاجم ثيودوسيوس الأكبر آلاماني في بلاد الغال وهزمهم. وجرى توطين السجناء المهزومين في وادي بو. وفي عام 367 تعرضت بريطانيا الرومانية للتهديد من قبل المؤامرة العظمى، وهزمت 368-369 من قبل ماجستر إكويتوم أو قاضي الفرسان ثيودوسيوس الأكبر، برفقة ابنه ثيودوسيوس. في هذا الوقت فشلت محاولة فالنتينوس لاغتصاب بريطانيا. ثم عُين ثيودودسيوس الأكبر بمنصب ماجستر إكويتوم في عام 369، واحتفظ بالمنصب حتى عام 375. شن ماجستر إكويتوم وابنه ثيودوسيوس حملة ضد آلاماني، ثم شنا حملة ضد السارماتيين عام 372/373. ثم اهتز حكم فالنتينيان في أفريقيا الرومانية بسبب تمرد فرموس عام 373. وهزم ثيودوسيوس الأكبر محاولة اغتصاب العرش.
في عام 373 / 374، عُيِن ثيودوسيوس ابن ماجستر إكويتوم بمنصب دوكس (قائد) لمقاطعة مويسيا بريما. ومع نهاية حكم والده، استقر ثيودوسيوس دوكس مويسيا بريما في ممتلكاته في شبه الجزيرة الإيبيرية، حيث تزوج بآيليا فلاتشيلا عام 376. وولد طفلهما الأول، آركاديوس، نحو عام 377. ثم ابنتهم بلخريا عام 377 أو 378. وعاد ثيودوسيوس إلى حدود الدانوب بحلول عام 378، عندما عُين بمنصب ماجستر إكويتوم.

## الأعضاء
- ثيودوسيوس الأول (392–395)
- آركاديوس (395–408)
- هونوريوس (395–423)
- ثيودوسيوس الثاني (408–450)
- فالنتينيان الثالث (425–455)
- مارقيان (450–457) من خلال الزواج
- Petronius Maximus (455) من خلال الزواج
- أوليبريوس (472) من خلال الزواج